# Чудовий винахід
«Чудовий винахід» (англ. The Magnificent Possession) — науково-фантастичне оповідання американського письменника Айзека Азімова, вперше опубліковане у липні 1940 журналом Future Fiction. Увійшло до збірки «Ранній Азімов» (1972).

## Сюжет
Вальтер Сілс, бідний хімік в Нью-Йорку, розробляє метод покриття металів чистим амонієм, що буде дешевше ніж традиційне нікелювання. Незважаючи на незавершеність своїх досліджень, він опубліковує результати в надії на успішну продажу патенту, але натомість отримує клопоти з гангстерами, що хочуть викрасти винахід, та нечесним політиком, який планує заробити на ньому.
Сілс сподівається продати патент металургійному магнату, але в останній момент виявляє, що ця речовина генерує надзвичайно неприємний запах, що робить його ідею комерційно нежиттєздатною.